# Hilde Holger
Hilde Holger (nombre artístico; nombre de soltera Hilde Sofer y de casada Hilde Boman-Behram) nació el 18 de octubre de 1905 en Viena, y murió el 24 de septiembre de 2001 en Camden Town, Londres. Fue una austro-húngara muy reconocida como bailarina, coreógrafa y maestra de danza expresionista de Europa central. En Gran Bretaña, fue pionera en la danza inclusiva.

## Biografía
Hilde Holger estudió con Gertrud Bodenweiser en Viena.
Admiraba el trabajo de las americanas Isadora Duncan y Ruth St. Denis. En las décadas de los 1920 y los 1930, Holger fue conocida con un artista excepcional de la danza en Viena, particularmente en los círculos culturales de la secesión y la Hagenbund.
Desde su juventud, se sentía atraída a la enseñanza, y en 1926 abrió la exitosa ´Escuela nueva para el arte del movimiento´ en el Palacio Ratibor en el centro de Viena. Clasificada como ´artista degenerada´ en Austria después de la ocupación alemana, le fue prohibido trabajar. En 1939, con la ayuda de un amigo periodista, Charles Petrasch, huyó del país y se radicó en la India, donde por un tiempo estudió la danza indígena, con sus complejos movimientos de las manos.
En Bombay, Holger abrió Ĺa Escuela de Arte para Movimiento Moderno, que de nuevo gozó del éxito, pero la inestabilidad política que siguió a la partición del país le obligó una vez más a abandonar su hogar temporalmente y a huir, esta vez a Londres. Allí, empezó a enseñar y conducir talleres en las universidades, y terminó abriendo su propia Hilde Holger School of Modern Dance cerca de Regents Park en Camden Town. Su grupo ´The Hilde Holger Dance Group,´ hizo presentaciones por todo Londres en teatros, iglesias, y parques.
En 1949, su hijo Darius nació con síndrome de Down y complicaciones cardíacas y pulmonares. Buscando una forma de educarlo, inició su trabajo en danzaterapia y Danza Inclusiva. Entre sus primeras producciones fue Towards the Light, en 1968 en el teatro Sadlers Wells.
Holger hizo contribuciones importantes a la danza en Gran Bretaña, primero aportando la influencia del Expresionismo Moderno Europeo, y después al incluir a jóvenes discapacitados en producciones profesionales de danza.
Hasta sus últimos días siguió enseñando danza y dando clases en su taller dos veces por semana en el sótano de su casa de Camden en Londres.

## Coreografías
| Año  | Rendimiento                                  | Música                                                        | Lugar del congreso                   | Otro                                |  |
| ---- | -------------------------------------------- | ------------------------------------------------------------- | ------------------------------------ | ----------------------------------- |  |
| 1923 | Bouree                                       | Johann Sebastian Bach                                         | Wiener Secession                     |                                     |  |
| 1923 | Eine Seifenblase                             | Claude Debussy                                                | Wiener Secession                     |                                     |  |
| 1923 | Forelle                                      | Franz Schubert                                                | Wiener Secession                     |                                     |  |
| 1923 | Humoreske                                    | Max Reger                                                     | Wiener Secession                     |                                     |  |
| 1923 | Le Martyre de Saint Sebastien                | Claude Debussy                                                | Wiener Secession                     |                                     |  |
| 1923 | Reiter im Sturm                              | Siegfried Frederick Nadel                                     | Wiener Secession                     |                                     |  |
| 1923 | Sarabande                                    | Johann Sebastian Bach                                         | Wiener Secession                     |                                     |  |
| 1923 | Trout                                        |                                                               |                                      |                                     |  |
| 1923 | Vogel als Prophet                            | Franz Schubert                                                | Wiener Secession                     |                                     |  |
| 1926 | Funeral March for a Canary                   | Lord Berners                                                  |                                      |                                     |  |
| 1926 | Mechanical Ballet                            |                                                               |                                      |                                     |  |
| 1929 | Chaconne & Variations                        | George Frideric Handel                                        |                                      |                                     |  |
| 1929 | Englischer Schafertanz                       | Percy Aldridge Grainger                                       |                                      |                                     |  |
| 1929 | Hebraischer Tanz solo                        | Alexander Moissejewitsch Weprik                               |                                      |                                     |  |
| 1929 | Lebenswende                                  | Karel Boleslav Jirák                                          |                                      |                                     |  |
| 1929 | Marsch                                       | Sergei Sergejewitsch Prokofjew                                |                                      |                                     |  |
| 1929 | The Martyrdom of Saint Sebastien             | Claude Debussy                                                |                                      |                                     |  |
| 1929 | Mutter Erde                                  | Heinz Graupner                                                |                                      |                                     |  |
| 1929 | Sarabande und Bourree                        | Johann Sebastian Bach                                         |                                      |                                     |  |
| 1929 | Tanz nach Rumaischene Motive                 | Béla Bartók                                                   |                                      |                                     |  |
| 1931 | Javanische Impression                        | Heinz Graupner                                                |                                      |                                     |  |
| 1933 | Kabbalistischer Tanz                         | Vittorio Rieti                                                |                                      |                                     |  |
| 1936 | Ahasver                                      | Marcel Rubin                                                  | Volkshochschule, Wien                |                                     |  |
| 1936 | Barbarasong                                  | Kurt Weill                                                    | Volkshochschule, Wien                |                                     |  |
| 1936 | Engel der Verkündigung                       | Georg Friedrich Händel                                        | Volkshochschule, Wien                |                                     |  |
| 1937 | Flämischer Bilderboden                       | después de Breughel                                           | Volksbildungshaus, Stöbergasse, Wien |                                     |  |
| 1937 | Golem                                        | Friedrich Wilckens                                            | Volksbildungshaus, Stöbergasse, Wien |                                     |  |
| 1937 | Mystischer Kreis                             | Rudolph Reti                                                  | Volksbildungshaus, Stöbergasse, Wien |                                     |  |
| 1937 | Orientalischer Tanz                          | Graupner                                                      | Volksbildungshaus, Stöbergasse, Wien |                                     |  |
| 1937 | Passacaglia                                  | Georg Friedrich Händel                                        | Volksbildungshaus, Stöbergasse, Wien |                                     |  |
| 1937 | Tango                                        | Ralph Benatzky                                                | Volksbildungshaus, Stöbergasse, Wien |                                     |  |
| 1948 | Annunciation                                 |                                                               |                                      |                                     |  |
| 1948 | Emperors new Clothes                         | Wolfgang Amadeus Mozart                                       |                                      |                                     |  |
| 1948 | Pavane                                       | Maurice Ravel                                                 |                                      |                                     |  |
| 1948 | Russian Fairy Tales                          | Alexander Porfirjewitsch Borodin, Modest Petrovich Mussorgsky |                                      |                                     |  |
| 1948 | Selfish Giant                                |                                                               |                                      |                                     |  |
| 1948 | Tales and Legends in Modern Ballet           |                                                               |                                      |                                     |  |
| 1948 | Viennese Waltz                               | Johann Strauss II                                             |                                      |                                     |  |
| 1952 | Dance with Cymbals on the Indian Ocean       |                                                               |                                      |                                     |  |
| 1952 | Dance with Tambourines                       | Fritz Dietrich                                                |                                      |                                     |  |
| 1952 | Nocturne                                     | Heinz Graupner                                                |                                      |                                     |  |
| 1952 | Slavic Dance                                 | Antonín Dvořák                                                |                                      |                                     |  |
| 1954 | Aztec Cult (Sacrifice)                       |                                                               |                                      |                                     |  |
| 1954 | Barbar the Elephant                          |                                                               |                                      |                                     |  |
| 1954 | Old Vienna                                   |                                                               |                                      |                                     |  |
| 1954 | Orchid                                       |                                                               |                                      |                                     |  |
| 1954 | Rhythm of the East                           |                                                               |                                      |                                     |  |
| 1954 | Selfish Giant                                |                                                               |                                      |                                     |  |
| 1954 | Tibetan Prayer Songs                         |                                                               |                                      |                                     |  |
| 1955 | Angels                                       |                                                               |                                      |                                     |  |
| 1955 | Dance Etudes                                 |                                                               |                                      |                                     |  |
| 1955 | Galliarde-Siciliano                          | Ottorino Respighi                                             |                                      |                                     |  |
| 1955 | Hoops                                        | Georges Bizet                                                 |                                      |                                     |  |
| 1955 | Jazz                                         | Heinz Graupner                                                |                                      |                                     |  |
| 1955 | Men & Horses                                 | John S. Beckett                                               |                                      |                                     |  |
| 1955 | Toccata                                      | Pietro Domenico Paradies                                      |                                      |                                     |  |
| 1955 | Under the Sea                                | Camille Saint-Saëns                                           | Sadler’s Wells                       |                                     |  |
| 1955 | Valse Caprice                                | Aram Khachaturian                                             |                                      |                                     |  |
| 1956 | Etude                                        |                                                               |                                      |                                     |  |
| 1956 | Prelude                                      | Johann Sebastian Bach                                         |                                      |                                     |  |
| 1956 | Theme and Variations                         | George Frideric Handel                                        |                                      |                                     |  |
| 1957 | Allegro Vivaci                               | Johann Sebastian Bach                                         |                                      |                                     |  |
| 1957 | Bird                                         |                                                               |                                      |                                     |  |
| 1957 | Café Dansant                                 | George Gershwin                                               |                                      |                                     |  |
| 1957 | Egypt                                        |                                                               |                                      |                                     |  |
| 1957 | The Hunter and the Geese                     |                                                               |                                      |                                     |  |
| 1957 | Madonna                                      |                                                               |                                      |                                     |  |
| 1957 | March                                        | Lev Knipper                                                   |                                      |                                     |  |
| 1957 | Nativity                                     | George Frideric Handel, Franz Schubert, Johann Sebastian Bach |                                      |                                     |  |
| 1957 | Sale                                         | Johann Strauss II                                             |                                      |                                     |  |
| 1957 | The Toyshop                                  | Aram Khachaturian                                             |                                      |                                     |  |
| 1957 | Stranger                                     | Aaron Copland                                                 |                                      |                                     |  |
| 1957 | Witches Kitchen and Walpurgisnight           | Paul Dukas                                                    |                                      |                                     |  |
| 1958 | Dance Divertissement                         |                                                               |                                      |                                     |  |
| 1958 | Dance for four Women                         | Joaquín Turina                                                |                                      |                                     |  |
| 1958 | Dance with Bells                             | John S. Beckett                                               |                                      |                                     |  |
| 1958 | Ritual Fire Dance                            | Manuel de Falla                                               |                                      |                                     |  |
| 1958 | Song of the Earth                            | Antonín Dvořák                                                |                                      |                                     |  |
| 1960 | Allegro                                      | Arcangelo Corelli                                             |                                      |                                     |  |
| 1960 | Dawn of Life                                 |                                                               |                                      |                                     |  |
| 1960 | The Farmer’s Curst Wife                      | Peter Warlock                                                 |                                      |                                     |  |
| 1960 | Frankie and Johannie                         | Peter Warlock                                                 |                                      |                                     |  |
| 1960 | Imaginary Invalid                            | Gioachino Rossini                                             |                                      |                                     |  |
| 1960 | Secret Annexe                                |                                                               |                                      |                                     |  |
| 1960 | West Indian Spiritual                        |                                                               |                                      |                                     |  |
| 1961 | Dance for Two                                | Germaine Tailleferre                                          |                                      |                                     |  |
| 1961 | Egypt                                        |                                                               |                                      |                                     |  |
| 1961 | The House of Bernarda Alba (The Sisters)     | Joaquín Turina                                                |                                      | escrito por Federico Lorca          |  |
| 1961 | Metamorphoses                                | Ovid                                                          |                                      |                                     |  |
| 1961 | Pierrot                                      | Johann Sebastian Bach                                         |                                      |                                     |  |
| 1963 | Dance for Men                                |                                                               |                                      |                                     |  |
| 1963 | Dream                                        | Friedrich Wilckens                                            |                                      |                                     |  |
| 1963 | Lady Isobel and the Elf Knight               | Peter Warlock                                                 |                                      |                                     |  |
| 1963 | Narcissus (The Image)                        | Heinz Graupner                                                |                                      |                                     |  |
| 1965 | Ballad of the Hanged (Villons Epitaph)       |                                                               |                                      |                                     |  |
| 1965 | Cain’s Morning                               |                                                               |                                      |                                     |  |
| 1965 | Canticle of the Sun                          | Johann Pachelbel                                              |                                      |                                     |  |
| 1965 | Creation of Adam & Eve                       | Olivier Messiaen                                              |                                      |                                     |  |
| 1965 | Nightwalkers                                 | Olivier Messiaen                                              |                                      |                                     |  |
| 1965 | Saint Francis and his sermon to the birds    |                                                               |                                      |                                     |  |
| 1968 | Angelic Prelude – Inspirations               | Giuseppe Torelli                                              |                                      |                                     |  |
| 1968 | Salome                                       | Philip Croot                                                  |                                      |                                     |  |
| 1968 | Towards the Light                            | Edvard Grieg                                                  | Sadlers Wells                        |                                     |  |
| 1968 | The Wise & Foolish Virgins                   | Philip Croot                                                  |                                      |                                     |  |
| 1970 | The Scarecrow                                |                                                               |                                      |                                     |  |
| 1971 | Snowchild                                    |                                                               |                                      |                                     |  |
| 1972 | Bamboo                                       | Aram Chatschaturjan                                           | Commonwealth Institute, London       |                                     |  |
| 1972 | Bauhaus                                      | Erik Satie                                                    | Commonwealth Institute, London       |                                     |  |
| 1972 | Embrace                                      | Erik Satie                                                    | Commonwealth Institute, London       |                                     |  |
| 1972 | Flight                                       |                                                               | Commonwealth Institute, London       |                                     |  |
| 1972 | Hieronymus Bosch                             | Roger Cutts                                                   | Commonwealth Institute, London       |                                     |  |
| 1972 | Honoré Daumier                               |                                                               | Commonwealth Institute, London       |                                     |  |
| 1972 | The Hypopatic Doctor                         | Gioachino Rossini, Franz Schubert                             | Commonwealth Institute, London       |                                     |  |
| 1972 | Inspirations                                 | Sergei Rachmaninoff, Claude Debussy                           | Commonwealth Institute, London       |                                     |  |
| 1972 | Man against Flood                            | Yin Chengzong                                                 | Commonwealth Institute, London       | basado en el libro de Rewi Alley    |  |
| 1972 | Prelude                                      |                                                               |                                      |                                     |  |
| 1972 | Renaissance, Scene on Earth, Scene on Heaven | Mompou, Gordon Langford, Banchieri                            | Commonwealth Institute, London       |                                     |  |
| 1972 | Shiva and the Grasshopper                    | Gordon Langford                                               | Commonwealth Institute, London       | basado en el poema de Kipling       |  |
| 1972 | Suspension                                   | Maurice Ravel                                                 | Commonwealth Institute, London       |                                     |  |
| 1972 | Tranquillity                                 | Alan Hovhaness                                                | Commonwealth Institute, London       |                                     |  |
| 1972 | Tribal Nocturne                              | Béla Bartók                                                   | Commonwealth Institute, London       |                                     |  |
| 1974 | Archaic                                      |                                                               |                                      |                                     |  |
| 1974 | Bamboo                                       | Aram Chatschaturjan                                           |                                      |                                     |  |
| 1974 | Egypt                                        | Giuseppe Verdi                                                |                                      |                                     |  |
| 1974 | Hieronymus Bosch                             | Roger Cutts                                                   |                                      |                                     |  |
| 1974 | The Hunter and the Hunted                    |                                                               |                                      |                                     |  |
| 1974 | Paul Klee Spring Awakening                   | Béla Bartók                                                   |                                      |                                     |  |
| 1974 | Renaissance                                  | Federico Mompou                                               |                                      |                                     |  |
| 1974 | Spring Awakening                             |                                                               |                                      |                                     |  |
| 1975 | Inspirations                                 | Sergei Rachmaninow, Claude Debussy                            | Hampstead Theatre, London            |                                     |  |
| 1975 | Mobiles                                      | Alfredo Casella                                               | Hampstead Theatre, London            |                                     |  |
| 1975 | Paul Klee Spring Awakening                   | Béla Bartók                                                   | Hampstead Theatre, London            |                                     |  |
| 1975 | Rockpaintings                                | Roger Cutts                                                   | Hampstead Theatre, London            |                                     |  |
| 1975 | Toulouse Lautrec                             | Erik Satie                                                    | Hampstead Theatre, London            |                                     |  |
| 1976 | The Park                                     |                                                               |                                      |                                     |  |
| 1977 | Prelude and Chorale                          | César Franck                                                  |                                      |                                     |  |
| 1977 | Sacred and Profane Dance                     |                                                               |                                      |                                     |  |
| 1979 | African Poetry                               |                                                               |                                      |                                     |  |
| 1979 | Apsaras                                      |                                                               |                                      |                                     |  |
| 1979 | Homage to Barbara Hepworth                   | Heitor Villa-Lobos                                            |                                      |                                     |  |
| 1979 | Prelude                                      | Giuseppe Torelli                                              |                                      |                                     |  |
| 1979 | Tower of Mothers                             | Carl Orff                                                     |                                      |                                     |  |
| 1979 | Tradisches Ballet                            |                                                               |                                      | coreografiado por Oskar Schlemmer   |  |
| 1979 | We are Dancing                               | Johann Sebastian Bach                                         |                                      |                                     |  |
| 1983 | The Bow and Arrow                            | David Sutton-Anderson                                         | Hampstead Theatre, London            |                                     |  |
| 1983 | Fishes                                       | David Sutton-Anderson                                         | Hampstead Theatre, London            |                                     |  |
| 1983 | The Letter                                   | Coleridge                                                     | Hampstead Theatre, London            |                                     |  |
| 1983 | The Manikin                                  | Coleridge                                                     | Hampstead Theatre, London            |                                     |  |
| 1983 | The Penguin Story                            | David Sutton-Anderson                                         | Hampstead Theatre, London            |                                     |  |
| 1983 | Pick a Back                                  | Coleridge                                                     | Hampstead Theatre, London            |                                     |  |
| 1983 | Poems on a Boy’s Painting                    | David Sutton-Anderson                                         | Hampstead Theatre, London            | Poesía de Ke Yan, imágenes de Bu Di |  |
| 1983 | Sea and Sand                                 |                                                               | Hampstead Theatre, London            | Gedichte von Rewi Alley             |  |
| 1983 | Sea, Clouds, Sparkling Lighthouse, Flames    |                                                               | Hampstead Theatre, London            |                                     |  |
| 1983 | Umbrellas                                    |                                                               | Hampstead Theatre, London            | Poesía de Ke Yan, imágenes de Bu Di |  |
| 1983 | What is a Poem                               | David Sutton-Anderson                                         | Hampstead Theatre, London            |                                     |  |
| 1984 | The City                                     | Marcel Rubin                                                  | Hampstead Theatre, London            |                                     |  |
| 1984 | Don Quixote                                  | David Sutton-Anderson                                         | Hampstead Theatre, London            |                                     |  |
| 1984 | Ritual                                       | David Sutton-Anderson                                         | Hampstead Theatre, London            |                                     |  |
| 1984 | Scherzo                                      | Frédéric Chopin                                               |                                      |                                     |  |
| 1988 | Children of the Vorstadt                     | Franz Lehár                                                   | Hampstead Theatre, London            |                                     |  |
| 1988 | Childrens' Games                             |                                                               |                                      |                                     |  |
| 1988 | Death and the Maiden                         | Franz Schubert                                                | Hampstead Theatre, London            |                                     |  |
| 1988 | Egon Schiele in Memoriam, The Dying Empire   | Strauss                                                       | Hampstead Theatre, London            |                                     |  |
| 1988 | The Family                                   | Hugo Wolf                                                     | Hampstead Theatre, London            |                                     |  |
| 1988 | Flemish Picture Sheet                        |                                                               |                                      |                                     |  |
| 1988 | Fluteplayers                                 |                                                               |                                      |                                     |  |
| 1988 | Four Seasons                                 | Antonio Vivaldi                                               | Hampstead Theatre, London            |                                     |  |
| 1988 | Golem                                        | Wilckens                                                      |                                      |                                     |  |
| 1988 | Hands                                        | David Sutton-Anderson                                         | Hampstead Theatre, London            |                                     |  |
| 1988 | The Least is the Most                        | Schlagzeug: David Sutton-Anderson                             | Hampstead Theatre, London            |                                     |  |
| 1988 | Mechanical Ballet                            | Ludwig Hirschfeld Mack                                        |                                      |                                     |  |
| 1988 | Models                                       | Franz Schubert, Arnold Schönberg                              | Hampstead Theatre, London            |                                     |  |
| 1995 | Whales                                       |                                                               |                                      |                                     |  |
| 2000 | Rhythms of the Unconscious Mind              |                                                               |                                      |                                     |  |